# Melanargia lepigrei
Melanargia lepigrei är en fjärilsart som beskrevs av Betz 1948. Melanargia lepigrei ingår i släktet Melanargia och familjen praktfjärilar. Inga underarter finns listade i Catalogue of Life.